# Nagbukel
Nagbukel is een gemeente in de Filipijnse provincie Ilocos Sur op het eiland Luzon. Bij de laatste census in 2010 telde de gemeente bijna 5 duizend inwoners.

## Geografie

### Bestuurlijke indeling
Nagbukel is onderverdeeld in de volgende 12 barangays:
| - Balaweg - Bandril - Bantugo - Cadacad - Casilagan - Casocos | - Lapting - Mapisi - Mission - Poblacion East - Poblacion West - Taleb |

## Demografie
Nagbukel had bij de census van 2010 een inwoneraantal van 4.938 mensen. Dit waren 174 mensen (3,7%) meer dan bij de vorige census van 2007. Ten opzichte van de census van 2000 was het aantal inwoners gegroeid met 267 mensen (5,7%). De gemiddelde jaarlijkse groei in die periode kwam daarmee uit op 0,56%, hetgeen lager was dan het landelijk jaarlijks gemiddelde over deze periode (1,90%).

De bevolkingsdichtheid van Nagbukel was ten tijde van de laatste census, met 4.938 inwoners op 43,12 km², 114,5 mensen per km².